# ペリペーテース
ペリペーテース（古希: Περιφήτης, Periphētēs）は、ギリシア神話の人物である。長母音を省略してペリペテスとも表記される。主に、
- ヘーパイストスの子
- ニュクティーモスの子
- コプレウスの子

が知られている。以下に説明する。

## ヘーパイストスの子
このペリペーテースは、鍛冶神ヘーパイストスとアンティクレイアの子である。ポセイドーンの子ともいわれる。別名のコリュネーテース（Κορυνήτης, Korynētēs, 長母音を省略してコリュネテスとも）は「棍棒使い」の意。
ペリペーテースは足が弱かったが、棍棒を持ち、エピダウロスで旅人を襲って殺したか、あるいは試合をして殺した。しかしテーセウスはアテーナイに向かうときにペリペーテースと戦って倒した。テーセウスはペリペーテースを殺した後で、彼の棍棒が気に入り、自らの武器として用いた。

## ニュクティーモスの子
このペリペーテースは、アルカディア王ニュクティーモスの子である。ペリペーテースの子孫はパルタオーン、アリスタース、エリュマントス、アローン、プソーピスと続いた。

## コプレウスの子
このペリペーテースは、コプレウスの子である。ミュケーナイ王家に仕え、エウリュステウスのころにはしばしばヘーラクレースに使者として遣わされた。トロイア戦争では戦場で転んだところをヘクトールに討たれた。